# Kiribatische Badmintonnationalmannschaft
Die kiribatische Badmintonnationalmannschaft repräsentiert Kiribati in internationalen Badmintonwettbewerben. Als Mannschaft tritt sie dabei als reines Männerteam, reines Frauenteam oder gemischtes Team an, internationale Auftritte waren bisher jedoch selten. Träger ist die Kiribati Badminton Federation mit Sitz in Betio, Tarawa.

## Teilnahme an Weltmeisterschaften
| Thomas Cup - keine Teilnahmen | Uber Cup - keine Teilnahmen | Sudirman Cup - keine Teilnahmen |

## Teilnahme an Ozeanienmeisterschaften
- Badminton-Ozeanienmeisterschaft 2014 - 8.